# Janildes Fernandes
Janildes Fernandes Silva (São Félix do Araguaia, 23 augustus 1980) is een Braziliaans wielrenner. Ze is de zus van Clemilda Fernandes Silva.
Fernandes Silva kwam uit voor Brazilië bij de wegwedstrijd tijdens de Olympische Spelen in Londen in 2012. Ze bereikte de finish niet.
In 2002 won ze de Gran Premio della Liberazione.